# Julián Palacios
Julián Palacios (Madrid, 22 agosto 1880 – 1947) è stato un dirigente sportivo spagnolo, primo presidente del Real Madrid.
È stato membro di Sky Football dal 1897 al 1900. Dopo una fuga nel 1900, aiutò a formare il Madrid Football Club, che ora è conosciuto come Real Madrid, e fu il suo primo presidente.